# تامباکیا
تامباکیا (نام علمی: Tambachia) نام یک سرده از راسته بریده‌مهرگان است.